# Geografia da Eritreia
A Geografia da Eritreia é um domínio de estudos e conhecimentos sobre as características geográficas do território eritreu.
A Eritreia situa-se no Corno de África, e tem litoral a nordeste e leste no mar Vermelho. O país é virtualmente dividido em duas partes por uma das cordilheiras mais longas do mundo, o Grande Vale do Rift, com terras férteis a oeste e a parte baixa e desértica no leste. Ao largo da linha costeira arenosa e árida situam-se as ilhas Dahlak, um arquipélago dotado de zonas pesqueiras. A terra para sul, nas terras altas, é um pouco menos seca e mais fresca. A Eritreia ao extremo sul do Mar Vermelho é o berço da confluência do Rift.
O Triângulo de Afar ou Depressão de Danakil é provável posição de uma ligação tripla onde três placas tectônicas estão separando uma de outra: a Placa Arábica, e as duas partes da Placa Africana (a Núbia e a Somali) partindo ao longo da Zona do Rift do Leste Africano (USGS). O ponto mais elevado do país, o monte Soira, situa-se no centro da Eritreia e atinge 3.018 m acima do nível do mar. Em 2006, a Eritreia anunciou que ele se tornaria o primeiro país no mundo a transformar seu litoral inteiro em uma zona ambientalmente protegida. A linha costeira de 1.347 km, junto com outros 1.946 km de litoral ao redor das suas mais de 350 ilhas, estarão sob proteção governamental.
A Eritreia tem quatro principais regiões fisiográficas: a planície costeira do mar Vermelho; o planalto centro-sul, que forma o núcleo do país; as colinas das áreas norte e centro-oeste; e os amplos planaltos ocidentais.
As cidades principais são a capital, Asmara, a cidade portuária de Assab a sueste e as cidades de Maçuá e Keren.

## Relevo e clima
O território da Eritreia é constituído de um trecho setentrional do maciço da Etiópia, ladeado por baixadas a leste e a oeste. A planície oriental, de 16 a 80 km de largura, abrange a depressão de Danakil e é marcadamente delimitada por uma escarpa do maciço. No lado oeste, cortado por gargantas formadas pelos rios que correm ao direção ao Sudão, a altitude diminui gradualmente a partir do maciço.
As condições climáticas variam bastante até mesmo entre regiões próximas. Mitsiwa, acima do nível do mar, tem temperatura média anual de 30 °C e precipitação pluviométrica anual de 200mm, enquanto Asmara, situada a apenas 65 km de distância, mas a uma altitude de 2.325m, registra 17 °C e 533mm.

### Regiões naturais
A Eritreia tem quatro principais regiões fisiográficas: a planície costeira do mar Vermelho; o planalto centro-sul, que forma o núcleo do país; as colinas das áreas norte e centro-oeste; e os amplos planaltos ocidentais.
- A costa do Mar Vermelho estende-se por mais de 1.000 quilômetros, e é dessa água que deriva o nome do país (erythrós, em grego é "vermelho").
- A oeste, a planície costeira eleva-se subitamente para o planalto, onde as altitudes vão de 1.830 a 2.440 metros acima do nível do mar e chuva anual é significativamente mais alta que na costa.
- As terras das colinas ao norte e oeste do centro do planalto vão de 760 a 1.370 metros acima do nível do mar, e geralmente recebe menos chuva do que o planalto.
- As amplas planícies ficam a oeste do rio Baraka e ao norte do rio Setit.

## Hidrografia
Os principais rios da Eritreia são o Anseba e Barka que correm em direção ao norte; os rios Marebe e Tekezé na fronteira com a Etiópia correm em direção a oeste dentro do Sudão. O curso superior do rio Marebe é conhecido como o rio Mereb. Estes rios são temporários e não permanentes. Eles não correm em uma base regular, mas alimentado por chuvas estacionais chamadas azmera y kremti.

## Flora e fauna
O território eritreu é revestido por três tipos de formações vegetais:
- Savana de gramíneas: Do litoral norte até o extremo sul do país, na fronteira com Djibouti. Outra exceção inclui o extremo leste do país, na fronteira entre o Sudão e a Etiópia.
- Floresta de altitude: nas províncias de Anseba, Gash-Barka, Debub e Maakel.
- Savana árborea e vegetação de áreas secas: nas províncias de Gash-Barka e Anseba.

Embora a girafa e o mandril sejam extintos na Eritreia, há populações de leão, leopardo, zebra, as espécies de macaco, gazela, antílope e elefante. As áreas litorâneas abrigam muitas espécies de tartaruga, lagosta e camarão. A vida vegetal inclui acácia, cacto, aloe vera, opuntia e oliveiras.
O animal-símbolo da Eritreia é o camelo, presente no brasão de armas, adotado em 1993, data do reconhecimento da independência do país pela ONU.